# Ctenophorus fionni
Ctenophorus fionni är en ödleart som beskrevs av  Joan B. Procter 1923. Ctenophorus fionni ingår i släktet Ctenophorus och familjen agamer. Inga underarter finns listade i Catalogue of Life.